# PhpDocumentor
phpDocumentor — система документирования исходных текстов на PHP. Имеет встроенную поддержку генерации документации в формате HTML, LaTeX, man, RTF и XML. Также вывод может быть легко сконвертирован в CHM, PostScript, PDF. Альтернативой использованию phpDocumentor является Doxygen.
Может использоваться как из командной строки, так и с помощью Web-интерфейса. Понимает синтаксис 4-й и 5-й версий языка PHP. Распространяется под лицензией LGPL.

## Основные концепции
В основе работы системы лежит парсинг логической структуры PHP кода (классы, функции, переменные, константы) и привязка к ней комментариев, написанных по определенным стандартам.

### Синтаксис
Комментарии для phpDocumentor получили названия Doc-блоки (англ. DocBlock comments). Они оформляются как многострочные комментарии в стиле языка Си. В каждом случае комментарий должен находиться перед документируемым элементом. Первым символом в комментарии (и вначале строк комментария) должен быть *. Блоки разделяются пустыми строками.
```
/**

* Имя или краткое описание объекта

* 

* Развернутое описание

* 

* @имя_дескриптора значение

* @return тип_данных

*/

```

Все другие комментарии игнорируются системой.
В описаниях допускается использование некоторых дескрипторов HTML:
- <b> — жирное начертание;
- <code> — код;
- <br> — разрыв строки;
- <i> — курсив;
- <kbd> — сочетание клавиш;
- <li> — элемент списка;
- <ol> — нумерованный список;
- <p> — абзац;
- <pre> — форматированный текст;
- <samp> — пример;
- <ul> — маркированный список;
- <var> — имя переменной.

#### Дескрипторы
Слова, начинающиеся с символа «@», используются для написания команд парсера и называются дескрипторами (тегами, ярлыками). Стандартные дескрипторы стоят в начале строки. Дескрипторы, находящиеся внутри строки, заключаются в фигурные скобки {} и называются инлайн (англ. inline tag) дескрипторами.
```
/**

 * Ошибка! @error стандартный дескриптор в строке

 * Это инлайн {@inlinetag} дескриптор

 * @standardtag - это стандартный дескриптор

 */

```

| Список дескрипторов phpDocumentor | Список дескрипторов phpDocumentor        | Список дескрипторов phpDocumentor |
| Дескриптор | Описание                                 | Пример |
| --- | ---------------------------------------- | --- |
| @author | Автор                                    | /** * Sample File 2, phpDocumentor Quickstart * * Файл из документации к phpDocumentor * демонстрирующий способы комментирования. * @author Greg Beaver <cellog@php.net> * @version 1.0 * @package sample * @subpackage classes */ |
| @version | Версия кода                              | /** * Sample File 2, phpDocumentor Quickstart * * Файл из документации к phpDocumentor * демонстрирующий способы комментирования. * @author Greg Beaver <cellog@php.net> * @version 1.0 * @package sample * @subpackage classes */ |
| @package | Указывает пакет к которому относится код | /** * Sample File 2, phpDocumentor Quickstart * * Файл из документации к phpDocumentor * демонстрирующий способы комментирования. * @author Greg Beaver <cellog@php.net> * @version 1.0 * @package sample * @subpackage classes */ |
| @subpackage | Указывает подпакет                       | /** * Sample File 2, phpDocumentor Quickstart * * Файл из документации к phpDocumentor * демонстрирующий способы комментирования. * @author Greg Beaver <cellog@php.net> * @version 1.0 * @package sample * @subpackage classes */ |
| @global | Описание глобальных переменных           | /** * DocBlock для глобальной переменной * @global integer $GLOBALS['myvar'] далее идет функция с с глобальной переменной * или глобальная переменная, в этом случае необходимо указать ее имя * @name $myvar */ $GLOBALS['myvar'] = 6;                                                                                                |
| @name | Имя, метка                               | /** * DocBlock для глобальной переменной * @global integer $GLOBALS['myvar'] далее идет функция с с глобальной переменной * или глобальная переменная, в этом случае необходимо указать ее имя * @name $myvar */ $GLOBALS['myvar'] = 6;                                                                                                |
| @staticvar | Описание статических переменных          | /** * @staticvar integer $staticvar * @return возвращает целое значение */ |
| @return | Описание возвращаемого значения          | /** * @staticvar integer $staticvar * @return возвращает целое значение */ |
| @todo | Заметки для последующей реализации.      | /** * DocBlock с вложенными списками * @todo Простой TODO список * - item 1 * - item 2 * - item 3 * @todo Вложенный TODO список * <ol> * <li>item 1.0</li> * <li>item 2.0</li> * <ol> * <li>item 2.1</li> * <li>item 2.2</li> * </ol> * <li>item 3.0</li> * </ol> */                                                                   |
| @link | Ссылка                                   | /** * Это пример {@link http://www.example.com встроенной гиперссылки} */ |
| @deprecated (@deprec) | Описание устаревшего блока               | /** * @deprecated описание * @deprec синоним для deprecated */ |
| @example | Пример                                   | /** * @abstract * @access public или private * @copyright Имя дата * @example /path/to/example * @ignore * @internal закрытая информация для специалистов * @param тип [$varname] описание входного параметра * @return тип описание возвращаемого значения * @see имя другого элемента (ссылка) * @since версия или дата * @static */ |
| @see | Ссылка на другое место в документации    | /** * @abstract * @access public или private * @copyright Имя дата * @example /path/to/example * @ignore * @internal закрытая информация для специалистов * @param тип [$varname] описание входного параметра * @return тип описание возвращаемого значения * @see имя другого элемента (ссылка) * @since версия или дата * @static */ |
| Другие дескрипторы |                                          | |
| @copyright · @license · @filesource · @category · @since · @abstract · @access · @example · @ignore · @internal · @static · @throws · @uses · @tutorial |                                          | |

#### Пример описания класса
```
<?php

/**

* Название (имя) класса

* 

* Полное описание

* 

* @author Ф.И.О. <e-mail>

* @version 1.0

*/

class
 
ExampleClass

{

   
/**

   * Свойство класса

   * 

   * @var float Число с плавающей точкой

   */

   
public
 
$exampleVar
 
=
 
3.5
;

   
/**

   * Метод класса

   * 

   * @param string $text строка

   * @return string

   */

   
public
 
function
 
escape
(
$text
)
 
{

      
return
 
addslashes
(
$text
);

   
}

}

?>

```